# Angelo Miculescu
Angelo Romeo Constantin Miculescu (Geburtsname: Romeo Constantin; * 4. Dezember 1929 in Constanța; † 9. Februar 1999 in Slobozia, Kreis Ialomița) war ein Politiker der Rumänischen Kommunistischen Partei PCR (Partidul Comunist Român), der unter anderem mehrmals Minister, zwischen 1975 und 1981 Vize-Ministerpräsident sowie von 1983 bis 1990 Botschafter in der Volksrepublik China und in der Sozialistischen Föderativen Republik Birma war.

## Leben

### Studium, Vize-Minister und Mitglied der Großen Nationalversammlung
Der als Romeo Constantin geborene Angelo Romeo Constantin Miculescu begann nach dem Schulbesuch 1948 ein Studium der Agrarwissenschaften an der Fakultät für Agronomie der Agronomischen Institut Bukarest „Nicolae Bălcescu“, das er 1952 als Agraringenieur abschloss. Daraufhin war er zwischen Juni und 1952 Referent für Pflanzentechnik im Landwirtschaftsministerium sowie anschließend von Dezember 1952 bis Dezember 1953 Leiter einer Sektion in der Landwirtschaftsgenossenschaft GAC(Gospodăriei Agricole Colective) „Axente Sever“ in Mediaș. Danach fungierte er zwischen Dezember 1953 und Oktober 1956 als Leiter einer Sektion in der GAC „Andrășești“ in Slobozia, ehe er von Oktober 1956 bis März 1958 Direktor der Landwirtschaftsgenossenschaft „Perieți“ in Bukarest war. Im März 1958 wurde er Mitglied der damaligen Rumänischen Arbeiterpartei PMR (Partidul Muncitoresc Român) und war daraufhin zwischen März 1958 und Oktober 1959 Chefingenieur der Staatlichen Landwirtschaftsgenossenschaft GOSTAT (Gospodăriilor Agricole de Stat) der Region Bukarest (Regiunea București). Er fungierte daraufhin zwischen Oktober 1959 und April 1962 als Vize-Vorsitzender des Exekutivkomitees des Volksrates (Sfat Popular) der Region Bukarest, der Regierung der Hauptstadtregion, sowie von April 1962 bis zum 24. Mai 1965 als Vize-Vorsitzender des Staatlichen Planungskomitees (Comitetul de Stat al Planificării).
Am 24. Mai 1965 wurde Miculescu Vizepräsident des Exekutivkomitees des Obersten Landwirtschaftsrates (Consiliul Superior al Agriculturii) sowie nach dessen Auflösung am 22. Oktober 1969 Erster Vize-Minister für Land- und Forstwirtschaft. 1969 wurde er erstmals Mitglied der Großen Nationalversammlung (Marea Adunare Națională) und gehörte dieser bis 1985 an. Er wurde auf dem Zehnten Parteitag der PCR (6. bis 12. August 1969) Mitglied des Zentralkomitees (ZK) der PCR gewählt und gehörte diesem Gremium bis zum Dreizehnten Parteitag der PCR (19. bis 22. November 1984) an.

### Minister und Vize-Ministerpräsident
Am 21. November 1969 wurde er als Nachfolger von Nicolae Giosan, des ehemaligen Präsidenten des Obersten Landwirtschaftsrates und kommissarischen Ministers für Land- und Forstwirtschaft, schließlich selbst Minister für Land- und Forstwirtschaft (Ministrul agriculturii și silviculturii) im fünften Kabinett Maurer. Das Ministeramt bekleidete er bis zum 26. Januar 1971 und wurde daraufhin von Iosif Banc abgelöst. Er selbst übernahm im Zuge der Regierungsumbildung am 26. Januar 1971 den Posten als Staatssekretär im Ministerium für Landwirtschaft, Nahrungsmittelindustrie, Forsten und Wasser (Ministrul secretar de stat la Ministerul Agriculturii, Industriei Alimentare, Silviculturii și Apelor) und hatte diesen bis zum 24. April 1972 inne, wobei er seit dem 31. Dezember 1971 zugleich Leiter der Abteilung Landwirtschaftliche Genossenschaften war. Im Zuge einer neuerlichen Regierungsumbildung löste er wiederum am 24. April 1972 Iosif Banc als Minister für Landwirtschaft, Nahrungsmittelindustrie, Forsten und Wasser (Ministrul agriculturii, industriei alimentare, silviculturii și apelor) ab und bekleidete dieses Ministeramt auch im ersten Kabinett Manescu (27. Februar 1974 bis 18. März 1975) sowie im zweiten Kabinett Manescu. Er war zudem Mitglied der Akademie für Agrar- und Forstwissenschaften (Academia de Stiinte Agricole si Silvice).
Am 18. März 1975 wurde Angelo Miculescu zudem Vize-Ministerpräsident (Viceprim-ministru al Guvernului) im zweiten Kabinett Maurer und bekleidete dieses Amt zwischen dem 30. März 1979 und dem 29. März 1980 auch im ersten Kabinett Verdeț sowie im zweiten Kabinett Verdeț (29. März 1980 bis 18. September 1981). Daneben wurde er am 14. Juli 1975 Minister für Landwirtschaft und Lebensmittelindustrie (Ministrul agriculturii și industriei alimentare) und hatte dieses Amt ebenfalls bis zum 18. September 1981 inne, woraufhin Ion Teșu seine Nachfolge antrat.

### Akademiepräsident und Botschafter
Nach seinem Ausscheiden aus der Regierung übernahm Miculescu den Posten als Präsident der Akademie für Agrar- und Forstwissenschaften (Academia de Stiinte Agricole si Silvice). Ferner wurde er im November 1981 Vize-Vorsitzender des Nationalen Rates für Landwirtschaft, Nahrungsmittelindustrie, Forstwirtschaft und Wasserwirtschaft.
Am 13. April 1983 übernahm Miculescu von Florea Dumitrescu den Posten als Außerordentlicher und Bevollmächtigter Botschafter in der Volksrepublik China und verblieb auf diesem Posten bis zum 19. März 1990. Zugleich war vom 9. März 1987 bis zum 19. März 1990 auch als Außerordentlicher und Bevollmächtigter Botschafter in der Sozialistischen Föderativen Republik Birma akkreditiert.
Angelo Miculescu war mit Irina Cernaşov verheiratet. Seine Tochter Dana ist mit dem Politiker Adrian Năstase verheiratet, der von 2000 bis 2004 Ministerpräsident Rumäniens war.